# تثمين عقاري

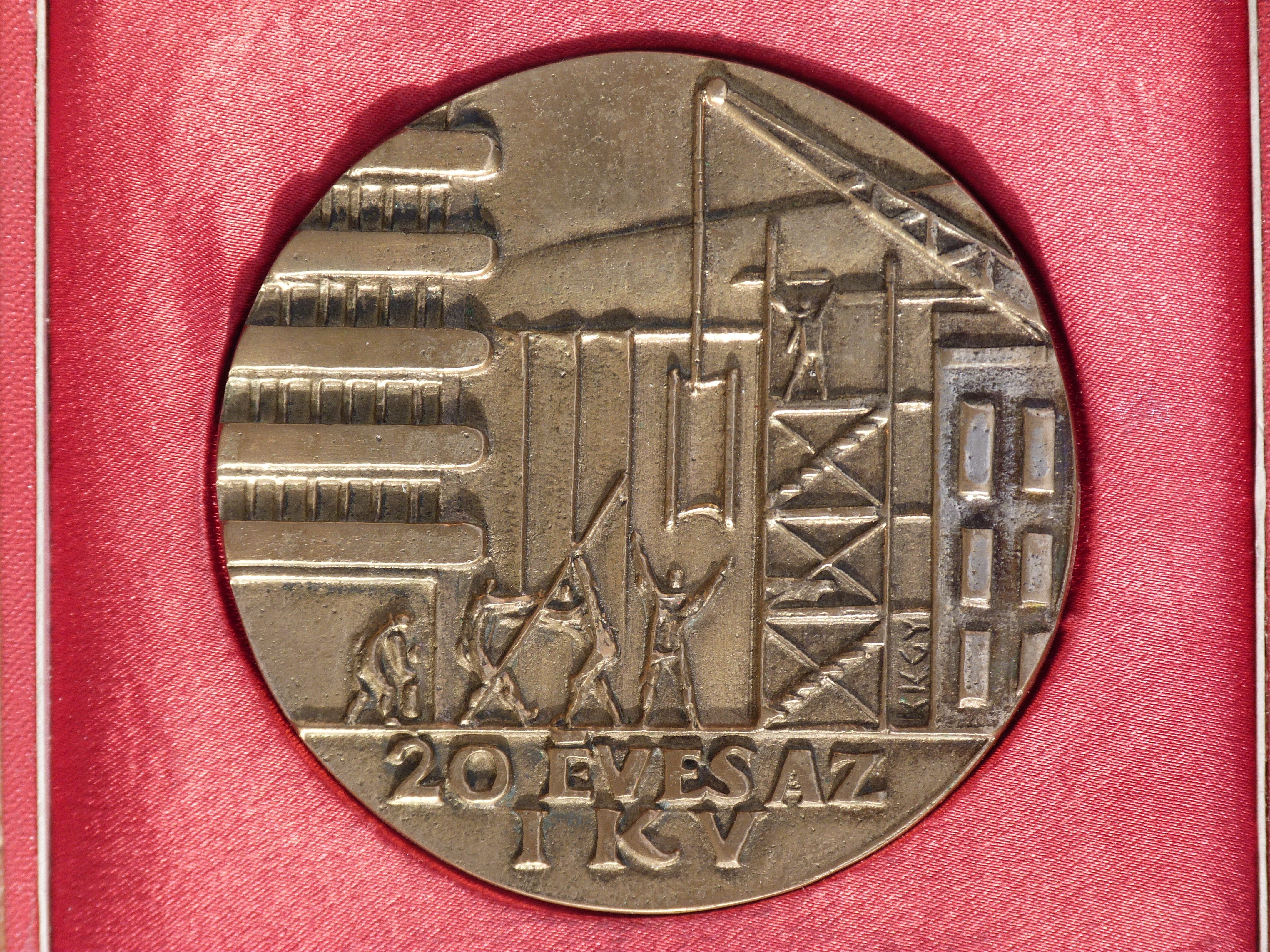

تثمين العقارات، أو تقييم الممتلكات أو تقييم الأراضي هي عملية تطوير رأي عن القيمة للممتلكات العقارية (عادةً تكون القيمة السوقية). تتطلب المعاملات العقارية تقييمًا في أغلب الأحيان لأنها تحدث بشكل متكرر ولكل عقار فريد من نوعه (لا سيما حالته، وهي عامل رئيسي في التقييم). على عكس أسهم الشركات، التي يتم تداولها يوميًا وتكون متماثلة (وبالتالي فإن مزاد الوالرازيان المركزي مثل البورصة غير واقعي). يلعب الموقع أيضًا دورًا رئيسيًا في التقييم. ومع ذلك، نظرًا إلى أن العقار لا يمكنه تغيير موقعه، فغالبًا ما تكون الترقيات أو التحسينات على المنزل هي التي يمكن أن تغيّر قيمته. تشكل تقارير التقييم الأساس لقروض الرهن العقاري وتسوية العقارات وفصلها والضرائب وما إلى ذلك. في بعض الأحيان يُستخدم تقرير التقييم لتحديد سعر بيع الممتلكات العقارية.
وإلى جانب الدرجة التعليمية الإلزامية التي يمكن أن تختلف من المالية إلى تكنولوجيا البناء، فإن معظم البلدان -وليس كلها- تطلب من خبراء التقييم الحصول على ترخيص لهذه الممارسة. تتاح عادةً للمثمّنين العقاريين فرصة الوصول إلى 3 مستويات من الشهادات: المثمّن المتدرب والمثمّن المرخص له والمثمّن المعتمد. يتطلب المستوى الثاني والثالث من الشهادة ما لا يقل عن 2000 ساعة خبرة في 12 شهرًا و2500 ساعة خبرة في مدة لا تقل عن 24 شهرًا على التتالي. يعرف المثمّنون بـ «مُقيِّمي الممتلكات» أو «مُقيِّمي الأراضي»؛ أما في اللغة الإنجليزية البريطانية فهم «الماسحون المقيمون». وإذا كان رأي المثمّن مستنداً إلى القيمة السوقية، فيجب أن يستند أيضاً إلى الاستخدام الأعلى والأفضل للعقار. وفي الولايات المتحدة، يُبلّغ عموماً عن تقييمات الرهن العقاري للممتلكات السكنية المحسّنة في شكل موحد مثل تقرير التقيّيم الموحد للسكن. يُبلّغ عن تقييمات الممتلكات التجارية (مثل الممتلكات المنتجة للدخل، والأراضي الخام) في شكل سردي، ويكملها مُثمّن عام معتمد.

## أنواع القيمة
هناك عدة أنواع وتعريفات للقيمة التي يسعى تقييم العقارات إلى الحصول عليها. بعضها الأكثر شيوعاً:
- القيمة السوقية: السعر الذي يجري به تداول الأصل في إطار منافس في المزاد العلني. تعد القيمة السوقية قابلة للتبادل عادةً مع قيمة السوق المفتوحة أو القيمة العادلة. تعرّفها معايير التقييم الدولية (IVS):

القيمة السوقية: هي القيمة المقدّرة التي يجب أن يتبادَلها أصل أو التزام في تاريخ التقييم بين المشتري الراغب والبائع الراغب في معاملة تجارية مباشرة، بعد التسويق المناسب وبتصرف كل طرف عن دراية وحكمة ودون إكراه.
- القيمة قيد الاستخدام، أو قيمة الاستخدام:[5] صافي القيمة الحالية (NPV) للتدفقات النقدية[6] التي يولدها أحد الأصول لمالك معين بموجب استخدام معين. القيمة قيد الاستخدام هي القيمة لمستخدم معين، وقد تكون أعلى أو أقل من القيمة السوقية للعقار.
- قيمة الاستثمار: هي القيمة لمستثمر معين، وقد تكون أو لا تكون أعلى من القيمة السوقية للعقار. توفر الاختلافات بين القيمة الاستثمارية للأصل وقيمته السوقية حافزًا للمشترين أو البائعين للدخول إلى السوق. تعرّفها معايير التقييم الدولية (IVS):

قيمة الاستثمار: قيمة الأصل بالنسبة للمالك أو المالك المحتمل للاستثمار الفردي أو الأهداف التشغيلية.
- قيمة ضريبة القيمة المعلنة: هي القيمة المستخدمة للأغراض الضريبية وتحدد بجمع البيانات من خلال عملية التقييم الشامل. تطبق عملية التقييم الشامل البيانات المجمّعة من مصادر مختلفة على الممتلكات العقارية لتحديد القيمة الخاضعة للضريبة.[7]

- القيمة القابلة للتأمين: هي قيمة الممتلكات العقارية التي تغطيها وثيقة/ بوليصة التأمين. بشكل عام، لا يشمل هذا النظام قيمة الموقع.
- قيمة التصفية: يمكن تحليلها إما على أنها تصفية قسرية أو تصفية منظمة، وهي معيار القيمة المطلوب في إجراءات الإفلاس. يفترض أن البائع مضطر للبيع بعد فترة أقل من الإطار الزمني المعتاد للسوق.

### السعر مقابل القيمة
يمكن أن تكون هناك اختلافات بين ما يستحقه العقار حقًا (القيمة السوقية) وما يكلف شراؤه (السعر). قد لا يمثل السعر المدفوع القيمة السوقية لذلك العقار. في بعض الأحيان، قد تكون هناك اعتبارات خاصة، مثل وجود علاقة خاصة بين المشتري والبائع حيث يسيطر أحد الطرفين على الطرف الآخر أو يكون له تأثير كبير عليه. في حالات أخرى، قد تكون الصفقة مجرد واحدة من عدة ممتلكات بيعت أو جرى الإتجار بها بين طرفين. في مثل هذه الحالات، لا يكون السعر المدفوع لأي وحدة معينة هو «قيمتها» السوقية (مع أن الفكرة عادة ما تكون، أن جميع الوحدات والأسعار تزيد من القيمة السوقية لجميع الأجزاء) بل هي «سعرها السوقي».
قد يدفع المشتري عن طيب خاطر في أوقات أخرى سعرًا أعلى من القيمة السوقية المقبولة عمومًا، إذا كان تقييمه الشخصي للعقار (القيمة الاستثمارية بالنسبة له) أعلى من القيمة السوقية. أحد الأمثلة المحددة على ذلك هو مالك العقارات المجاورة الذي من خلال الجمع بين ممتلكاته الخاصة والممتلكات المعنيّة، يمكنه الحصول على وفورات الحجم. تحدث في بعض الأحيان مواقف مماثلة في تمويل الشركات. على سبيل المثال، يمكن أن يحدث هذا عندما يحدث الاندماج أو الاستحواذ بسعر أعلى من القيمة التي يمثلها سعر السهم الأساسي. التفسير المعتاد لهذه الأنواع من عمليات الاندماج والاستحواذ هو أن «المجموع أكبر من أجزائه»، لأن الملكية الكاملة للشركة توفر السيطرة الكاملة عليها. يدفع المشترون لقاء هذا الأمر ثمناً باهظاً. يمكن أن يحدث هذا الوضع أيضاً في شراء العقارات.
ولكن السبب الأكثر شيوعًا لاختلاف القيمة عن السعر هو أن المشتري أو البائع غير مطلعين على ماهية القيمة السوقية للعقار، لكن مع ذلك يتفقون على عقد بسعر معين إما أن يكون مكلفًا جداً أو رخيصًا جدًا. هذا أمر مؤسف لأحد الطرفين. من واجب المثمّن/ المُقيّم العقاري الحقيقي أن يقدّر القيمة السوقية الحقيقية للعقار وليس سعره في السوق.

### تعريفات القيمة السوقية في الولايات المتحدة
في الولايات المتحدة، تكون التقييمات لنوع معين من القيمة (مثل قيمة حبس الرهن، والقيمة السوقية العادلة، وقيمة البيع المتعثر، وقيمة الاستثمار). التعريف الأكثر شيوعاً للقيمة هو القيمة السوقية. ورغم أن المعايير الموحدة لممارسة التقييم المهني (USPAP) لا تحدد القيمة السوقية، إلا أنها تقدم توجيهات عامة بشأن كيفية تحديد القيمة السوقية:
نوع من القيمة، يذكر كرأي، يفترض نقل عقار (أي حق ملكية أو مجموعة من هذه الحقوق) اعتبارًا من تاريخ معين، وفقًا للشروط المحددة المنصوص عليها في الإطار المحدد بواسطة المثمّن/ المُقيّم حسب الاقتضاء في التقييم.
وبالتالي، فإن تعريف القيمة المستخدمة في تقييم أو تحليل السوق الحالي (CMA) هو مجموعة من الافتراضات حول السوق التي قد تتعامل فيه الممتلكات كموضوع للبحث. يؤثر في اختيار البيانات القابلة للمقارنة لاستخدامها في التحليل. يمكن أن يؤثر أيضًا على الطريقة المستخدمة لتقييم الممتلكات. على سبيل المثال، يمكن أن تساهم قيمة الشجرة بنسبة تصل إلى 27 ٪ من قيمة العقار.

## التقييم الشامل ونماذج التقييم الآلي
يزداد قبول نماذج التقييم الآلي (AVMs). تعتمد هذه النماذج على نماذج إحصائية مثل تحليل الانحدار المتعدد أو خوارزميات التعلم الآلي أو نظم المعلومات الجغرافية (GIS). وفي حين يمكن أن تكون آليات التقييم الذاتي دقيقة تمامًا، لا سيما عند استخدامها في منطقة متجانسة للغاية، فهناك أيضًا دليل على أن نماذج التقييم الآلي ليست دقيقة في حالات أخرى مثل عند استخدامها في المناطق الريفية، أو عندما لا تتفق الممتلكات المقيّمة جيدًا مع الحي.

### التقييم الشامل بمساعدة الحاسوب
التقييم الشامل بمساعدة الحاسوب "CAMA" كاختصار، هو عبارة عن مصطلح عام لأي حزمة برامج تستخدمها الوكالات الحكومية للمساعدة في وضع تقييمات عقارية لحسابات ضريبة الممتلكات. CAMA هو نظام لتقييم الممتلكات العقارية، وعادة ما تكون فقط أنواع معينة من الممتلكات العقارية، وهو يتضمن تحليلات إحصائية مدعومة بالحاسوب مثل تحليل الانحدار المتعدد وإجراءات التقييم التكيفي لمساعدة المُثمّن/ المُقّيم في تقدير القيمة.